# Wolfgang Giere
Wolfgang Giere (* 3. Februar 1936 in Königsberg (Preußen); † 8. Mai 2025 in Taunusstein) war ein deutscher Medizininformatiker und Hochschullehrer. Er forschte vor allem im Bereich der Medizinischen Dokumentation und Klartextanalyse und gehörte zur Generation der frühen Wissenschaftler in Deutschland und Europa, die in der medizinischen Datenverarbeitung wirkten.

## Leben
Giere studierte Medizin. Seine Doktorarbeit war eine „Dokumentation“: Die Biografie und bibliografische Dokumentation des Physiologen und Nobelpreisträgers Otto Loewi. 1968 überführte er nach einigen Monaten der Vorbereitung erstmals sein Programm zur intelligenten Unterstützung der Arztbriefschreibung am Evangelischen Krankenhaus Bethesda in Duisburg auf einer IBM 360/30 in die Routine. Dabei handelte es sich um einen Dokumentationsprozess, bei dem aus den jeweiligen Patientendiagnosen der zugehörige Arztbrief halbautomatisch generiert wurde. Hierbei nutzte Wolfgang Giere die Prinzipien aus dem Zipfschen Gesetz. 1972 verfeinerte er seine Methoden durch die Nutzung des  AGK Thesaurus für die Klartextklassifikation, unterstützt durch Bundesmittel für dessen Pilotanwendung bei niedergelassenen Ärzten. Hinzu kam schließlich BAIK, die „Befunddokumentation und Arztbriefschreibung im Krankenhaus“, ein seit den 1980er Jahren in der Routineanwendung gewachsenes und eingesetztes Programmpaket zur Unterstützung einer der ersten elektronischen Patientenakten. Wolfgang Giere gewann internationale Reputation durch seine Anstrengungen für das Massachusetts General Hospital Utility Multi-Programming System – MUMPS. Er verfasste etwa 50 Publikationen in seinen Forschungsschwerpunkten. Seine Arbeiten wurden durch Octo Barnett von der Harvard Medical School und anderen frühen Spezialisten in der Medizininformatik beeinflusst.
Im Aufgabenbereich seiner Professur war er bis 2003 für die Medizinische Informatik in der Medizinischen Fakultät der Goethe-Universität Frankfurt verantwortlich.

## Publikationen
- mit F. Lembeck: Otto Loewi, ein Lebensbild in Dokumenten. Springer, Berlin/ New York 1968.
- mit R. Pirtkien: Computereinsatz in der Medizin; Diagnostik mit Datenverarbeitung. Thieme, Stuttgart 1971.
- Befunddokumentation und Arztbriefschreibung im Krankenhaus BAIK. Forsytta, Taunusstein 1986.
- Dokumentation und Informationsaufbereitung für den Arzt : Beiträge zur medizinischen Informatik. Epsilon, Darmstadt 1996.
- Erfahrungen aus der Medizinischen Informatik Reise- und Kongressberichte aus 25 Jahren. Epsilon, Darmstadt 2003.